# UFC on ESPN: Sandhagen vs. Dillashaw
UFC on ESPN: Sandhagen vs. Dillashaw（ユーエフシー・オン・イーエスピーエヌ：サンドヘイゲン・バーサス・ディラショー、別名UFC on ESPN 27）は、アメリカ合衆国の総合格闘技団体「UFC」の大会の一つ。2021年7月24日、ネバダ州ラスベガスのUFC APEXで開催された。
UFC APEXに初めて観客を入れて開催された大会で、51枚のVIPプレミアムパッケージが2000ドル（約22万円）で販売された。

## 大会概要
本大会はコーリー・サンドヘイゲンとTJ・ディラショーのバンタム級戦が組まれた。

## 試合結果

### プレリミナリーカード
第1試合 女子ストロー級 5分3R
○  ディアナ・ベルビタ vs.  ハンナ・ゴールディ ×
3R終了 判定3-0（30-27、30-27、30-27）
第2試合 女子フライ級 5分3R
○  シジャラ・ユーバンクス vs.  エリース・リード ×
1R 3:49 TKO（パウンド）
第3試合 バンタム級 5分3R
○  フリオ・アルセ vs.  アンドレ・イーウェル ×
2R 3:45 TKO（スタンドパンチ連打）
第4試合 ウェルター級 5分3R
○  ミッキー・ガル vs.  ジョーダン・ウィリアムズ ×
1R 2:57 リアネイキドチョーク
第5試合 ミドル級 5分3R
○  ナッソーディン・イマボフ vs.  イアン・ハイニッシュ ×
2R 3:09 TKO（パウンド）
第6試合 ミドル級 5分3R
○  ブレンダン・アレン vs.  プナヘレ・ソリアーノ ×
3R終了 判定3-0（30-27、30-27、29-28）

### メインカード
第7試合 バンタム級 5分3R
○  エイドリアン・ヤネス vs.  ランディ・コスタ ×
2R 2:11 TKO（右アッパー→パウンド）
第8試合 女子フライ級 5分3R
○  メイシー・バーバー vs.  ミランダ・マーベリック ×
3R終了 判定2-1（28-29、29-28、29-28）
第9試合 フェザー級 5分3R
○  ダレン・エルキンス vs.  ダリック・ミナー ×
2R 3:48 TKO（パウンド）
第10試合 バンタム級 5分3R
○  ハウリアン・パイバ vs.  カイラー・フィリップス ×
3R終了 判定2-0（29-28、29-28、28-28）
第11試合 バンタム級 5分5R
○  TJ・ディラショー vs.  コーリー・サンドヘイゲン ×
5R終了 判定2-1（47-48、48-47、48-47）

### 各賞
ファイト・オブ・ザ・ナイト：ハウリアン・パイバ vs. カイラー・フィリップス
パフォーマンス・オブ・ザ・ナイト：ダレン・エルキンス、エイドリアン・ヤネス
各選手にはボーナスとして5万ドルが授与された。

### カード変更
負傷などによるカードの変更は以下の通り。